# محسن مهدوی (امین‌الضرب)
محسن مهدوی (زاده ۱۲۷۵) سرمایه‌دار، سناتور و نماینده مجلس شورای ملی بود.
پدرش حاج محمدحسین امین‌الضرب سرمایه‌دار معروف و بانی صنعت برق در ایران بود و او نیز به فعالیت اقتصادی پرداخت. پس از درگذشت پدرش در دی ۱۳۱۱ به نمایندگی شهرضا در مجلس شورای ملی انتخاب شد (دوره نهم) و تا دوره سیزدهم این کرسی را حفظ کرد. در دوره دوم مجلس سنا نیز به سناتوری رسید. 